# Detonační rychlost

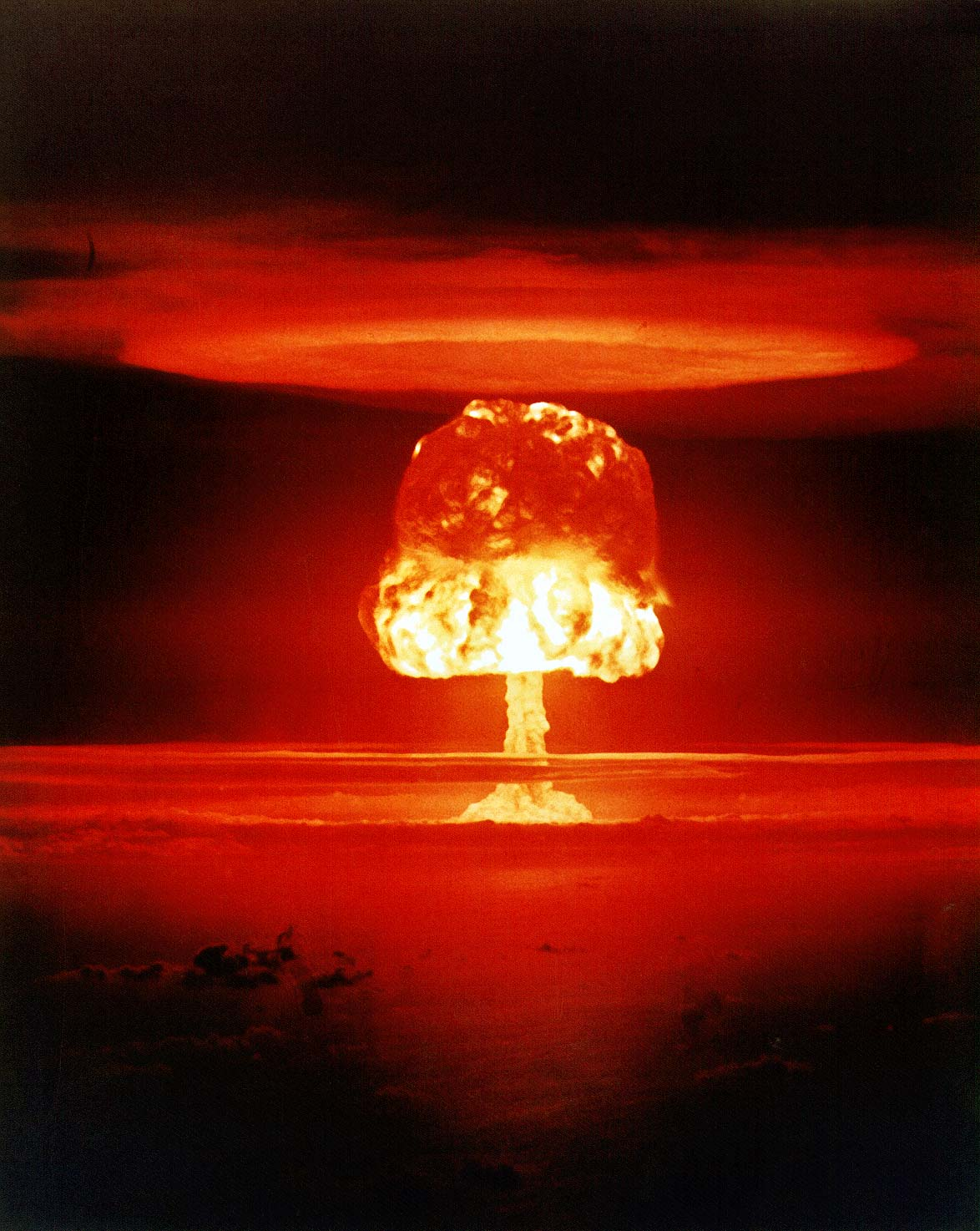
Hřib vzniklý jaderným výbuchem

Detonační rychlost (brizance) je charakteristická rychlostí větší než rychlost zvuku za místních podmínek v detonační vlně. Rychlost výbušné přeměny při detonaci se pohybuje mezi 340 a 10 000 m/s podle druhu výbušniny a podmínek výbuchu. Mechanismus šíření chemické přeměny výbušniny v detonaci spočívá v přenosu energie od vrstvy k vrstvě výbušniny rázovou (detonační) vlnou.
Detonace je charakterizovaná prudkou změnou tlaku v místě výbušné přeměny a velmi prudkým drtivým účinkem na okolní prostředí. Šíření detonace ve výbušném prostředí zodpovídá postupu rázové vlny, tj. vlny, v které se objem, tlak, teplota a rychlost prostředí prudce mění. Rázová vlna šířící se ve výbušnině se nazývá detonační vlna, což je druh rázové vlny, která se šíří náloží výbušniny a ztráty její energie jsou doplňované uvolněnou energií, teplem, při výbušné přeměně z chemických reakcí, které probíhají v reakčním pásmu v detonační vlně. V důsledku toho se detonační vlna může šířit stálou rychlostí.